# 29144 Taitokufuji
29144 Taitokufuji este o planetă minoră (asteroid), cu un diametru de 3,709 km, din centura de asteroizi. A fost descoperită pe 16 martie 1988 la Kushiro de Masanori Matsuyama⁠(d). 
Obiectul prezintă o orbită caracterizată de o semiaxă mare de 2,4007282 UAi, o excentricitate de 0,15, o înclinație de 2,61012 ° în raport cu ecliptica.